# Diadelia excavatipennis
Diadelia excavatipennis là một loài bọ cánh cứng trong họ Cerambycidae.